# 尹珍街道
尹珍街道，是中华人民共和国贵州省遵义市道真仡佬族苗族自治县下辖的一个街道办事处。
2016年1月14日，贵州省人民政府批复同意道真自治县部分乡镇行政区划调整，从玉溪镇中析置尹珍街道，辖永城社区、东街社区、新城社区、桑木坝村，街道办事处驻东街社区。

## 行政区划
尹珍街道下辖以下地区：
新城社区、永城社区、东街社区和桑木坝村。